# 6186 Zenon
6186 Zenon este o planetă minoră (asteroid) din centura de asteroizi. A fost descoperită pe 11 februarie 1988 la Observatorul La Silla de Eric Walter Elst și a fost numită după Zenon din Eleea. 
Obiectul prezintă o orbită caracterizată de o semiaxă mare de 2,379621 UAi, o excentricitate de 0,18, o înclinație de 4,20941 ° în raport cu ecliptica.